# GW-405,833
GW-405,833 (L-768,242) je lek koji deluje kao potentan i selektivan parcijalni agonist kanabinoidnog receptora CB2, sa 50 vrednošću od 0,65 nM i selektivnošću od oko 1200x za CB2 u odnosu na CB1 receptor. Ispitivanja na životinjama su pokazala da ima antiinflamatorno antihiperalgetsko dejstvo pri niskim dozama, čemu sledi ataksija i analgetičko dejstvo pri povišenju doze. Selektivni CB2 agonisti poput GW-405,833 mogu potencijalno do budu korisni u tretmanu alodinije i neuropatičkog bola za koji su drugi lekove nepodesni.